# Быков, Андрей Александрович
Быков Андрей Александрович (1959 г., русский) — доктор физико-математических наук, профессор, заслуженный деятель науки Российской Федерации. Является известным в профессиональных кругах специалистом в области анализа и управления риском, в прикладных областях актуарной математики, теории вероятностей и статистики экстремальных значений, математической экономики и экологии, теории безопасности человека и окружающей среды. Автор более 400 научных трудов, из них более 300 опубликованных, в их числе 20 монографий, 2 учебных пособия и ряд федеральных, ведомственных и корпоративных нормативных и методических документов. 
Докторскую диссертацию защитил в 1994 году, ученое звание «профессор» присвоено в 1996 году. Стаж научной работы с 1982 года. Образование — высшее. В 1982 году закончил физический факультет МГУ им. М. В. Ломоносова по специальности «физика».
С 1982 по 1991 годы — инженер, младший научный сотрудник, научный сотрудник, старший научный сотрудник Института атомной энергии им. И. В. Курчатова. С 1991 по 1994 годы — заведующий лабораторией теории безопасности человека и окружающей среды Института проблем безопасного развития атомной энергетики РАН. С 1994 по 2001 годы — профессор кафедры математических методов в экономике Российской экономической академии  им. Г. В. Плеханова, в 2001—2002 годах — заместитель генерального директора по науке ООО «ПромЭкоЭксперт», в 2002—2004 годах — главный научный сотрудник ФГУП НИЦ «Экобезопасность» Министерства природных ресурсов Российской Федерации, в 2004—2008 годах — руководитель научного направления анализа и управления риском Центра стратегических исследований гражданской защиты МЧС России, в 2009—2014 годах начальник лаборатории управления рисками и страхования ООО «Газпром ВНИИГАЗ», с 2015 по н/в — работает в ПАО «Газпром». 
Быков А. А. являлся научным руководителем и ответственным исполнителем более 60 научных проектов в рамках государственных научно-технических программ и федеральных целевых программ: «Безопасность населения и народнохозяйственных объектов с учетом риска возникновения аварий и катастроф», «Экологическаяе безопасность России», «Уничтожение запасов химического оружия в Российской Федерации», «Снижение рисков и смягчение последствий чрезвычайных ситуаций природного и техногенного характера в Российской Федерации»; международного проекта TACIS «Управление безопасностью в обрабатывающей промышленности», Российско-Американского проекта по подготовке «Государственного доклада по свинцовому загрязнению окружающей среды Российской Федерации» (Белая книга), международного проекта «Свинец и здоровье детей», международного проекта ROLL по распространению опыта оценки риска загрязнения окружающей среды, грантов Российского фонда фундаментальных исследований по развитию методов математического моделирования и теоретических основ исследования риска для человека, природы и общества; осуществлял научное руководство многочисленными работами по заказу научных организаций РАН, МЧС России, МПР России, ПАО «Газпром», Минпромэнерго России, Минобороны России, Национального союза страховщиков ответственности, академических и других институтов и организаций. 
Профессор Быков А. А. участвовал с докладами в многочисленных международных конференциях по риску Международных обществ по анализу риска, конференциях Международного общества токсикологии, Европейского ядерного общества, участвовал в работе Международной рабочей группы по проблемам экологического образования для устойчивого развития, в работе Международного летнего института по управлению риском, Международного института прикладного системного анализа, работал в Германии по академическому обмену. В 2012 году Быков А. А. был единственным участником от Российской Федерации на Всемирном конгрессе по риску, который проходил в г. Сиднее, Австралия, и стал третьим в серии Всемирных конгрессов, организованных Международным обществом анализа риска (SRA) и его партнерскими организациями. Многократно участвовал с пленарными или секционными докладами в других международных и многих национальных конференциях, имеющих общепризнанный авторитет в научном сообществе.
Быков А. А. долгие годы преподавал специальные дисциплины, в том числе «Актуарную математику» в РЭА им. Г. В. Плеханова, «Управление рисками» в МАТИ-РГТУ им. К. Э. Циолковского, руководил подготовкой кандидатских диссертаций соискателей и аспирантов
Является действительным индивидуальным членом профессиональной Ассоциации риск-менеджмента «Русское общество управления рисками», действительным членом Международной академии информатизации. Главный редактор включенного в перечень рецензируемых журналов ВАК Минобрнауки России научного журнала «Проблемы анализа риска» с момента его создания (2004 г.).
За значительный вклад в развитие науки удостоен звания Лауреата премии МЧС России в области науки и технологий 2005 года, награждён Дипломом МЧС России и шестью ведомственными наградами («За заслуги», «За содружество во имя спасения», «За пропаганду спасательного дела» и др.), а также грамотами и благодарственными письмами. За выдающийся вклад в развитие науки и образования дважды удостоен звания лауреата Международного конкурса науки и образования в области точных наук среди профессоров (2000 и 2001 годы) и награждён Дипломами Правительства г. Москвы. За значительный вклад в области анализа риска и риск-менеджмента награждён дипломом Кембриджского биографического центра. За добросовестный и безупречный труд в 2014 году награждён Почетной грамотой ООО «Газпром ВНИИГАЗ».
В 2014 году Андрей Александрович был признан победителем IX Международного конкурса «Лучший риск менеджмент в России и СНГ- 2014» в номинации «Лучшая публикация в области риск-менеджмента» с монографией: Быков А. А. Статистический анализ урегулирования убытков по программам имущественного страхования: рекомендации для страхователей и риск-менеджеров крупных компаний / А. А. Быков. — М.: Газпром ВНИИГАЗ, 2014.- 242 с;, по совокупности выполненных теоретических работ по страхованию, оценке, анализу и управлению рисками в период проведения конкурса был удостоен звания лауреата в номинации «Лучший риск-менеджер 2014». 
В 2020 году на Форуме профессиональной Ассоциации риск-менеджеров в рамках конкурса «Лучший риск-менеджмент в России-2020» был признан победителем в номинации «За общий вклад в развитие риск-менеджмента в России».
В 2022 году на Форуме профессиональной Ассоциации риск-менеджмента в рамках конкурса «Лучший риск-менеджмент в России-2022» был признан победителем в номинации «Лучшая академическая публикация в области риск-менеджмента» с монографией Методологические и прикладные основы управления рисками предприятия и безопасностью населения и окружающей среды : моногр. / А.А. Быков, В.Э. Зайковский ; под общ. ред. чл.-кор. РАН Н.А. Махутова. – Изд-во Томск. гос. ун-та систем упр. и радиоэлектроники, 2022. – 617 с.
В 2008 году указом Президента Российской Федерации присвоено звание «Заслуженный деятель науки Российской Федерации».

## Наиболее значимые публикации за последние годы
Быков А.А. Методологические и прикладные основы управления рисками предприятия и безопасностью населения и окружающей среды : моногр. / А.А. Быков, В.Э. Зайковский ; под общ. ред. чл.-кор. РАН Н.А. Махутова. – Изд-во Томск. гос. ун-та систем упр. и радиоэлектроники, 2022. – 617 с.

### Выдержки из предисловия к монографии
«В книге обобщены и систематизированы работы авторов в области риск-менеджмента и обеспечения защиты населения и окружающей среды от техногенных и других источников опасности.
Большое внимание уделено прикладным аспектам применения методов анализа рисков в операционной деятельности организаций, анализу влияния рисков при осуществлении производственной деятельности. ... Вопросы управления рисками рассмотрены, и это немаловажно, не только в приложении к деятельности предприятий, но и обеспечения безопасности населения и окружающей среды....
Важными проблемами, рассматриваемыми в данной монографии, считаю вопросы экономической оценки риска для жизни и здоровья человека при осуществлении хозяйственной деятельности предприятий и оптимизации затрат на снижение риска.... Следует отметить большой вклад авторов в развитие теории риска в области оптимизации мер безопасности и мероприятий, направленных на снижение риска, обоснованию актуарных подходов для оценки стоимости статистической жизни человека....
Важными и рекомендуемыми для применения считаю примеры, приведенные в монографии, по разработке программы мероприятий по повышению защищенности критически важных объектов и анализу эффективности затрат, а также по разработке программы по оптимизации затрат на снижение риска...
Монографию можно рекомендовать не только для специалистов по управлению рисками и риск-менеджеров крупных промышленных и энергетических компаний, а также специалистов занимающихся вопросами управления рисками в страховых компаниях, но и для лиц, принимающих решения по управлению рисками чрезвычайных ситуаций, управлению безопасностью в различных отраслях экономики, для менеджеров, принимающих решения по управлению рисками и страхованию.
В целом проделанная авторами работа заслуживает положительной оценки. Материал представлен в систематическом изложении и методически выдержан. Все это позволяет с достаточной долей уверенности утверждать и о возможности использования книги, например, в учебных курсах по управлению рисками, в том числе для студентов и аспирантов, проходящих обучение и подготовку по специальностям «Управление рисками» и «Страхование».
Член-корреспондент РАН, доктор технических наук, профессор, председатель Комиссии РАН по техногенной безопасности, Президент Российского научного общества анализа риска Н.А. Махутов
Быков А. А. Статистический анализ урегулирования убытков по программам имущественного страхования: рекомендации для страхователей и риск-менеджеров крупных компаний / А. А. Быков. — М.: ООО «Газпром ВНИИГАЗ». 2014.- 242 с.

### Краткие выдержки из предисловий к монографии
«…Полагаем, что изложенный инструментарий позволит риск - менеджерам компаний оптимизировать систему страховой защиты своих компаний».
Вице президент РусРиска, Генеральный директор MatthewsDaniel в России и СНГ А. В. Лебедев
«… Особенностью современного российского страхового рынка стало подчинение интересов страхователей интересам страховщиков и нацеленность на преимущественное развитие принудительного страхования в разных формах. Такое положение не может устраивать крупные российские компании, которые стремятся в современных условиях макроэкономической нестабильности оптимизировать свои расходы, в том числе установлением справедливых со стороны страхователя корпоративных требований к страховым премиям, страховым суммам, лимитам ответственности, уровню собственного удержания и связанному с ним виду и величине франшизы. Положение, при котором страхователь - это главная фигура на страховом рынке, а страхование подчинено интересам потребителей страховых услуг, должно стать нормой на страховом рынке. Поэтому эта книга написана с позиций страхователя и адресована, в первую очередь, риск-менеджерам и специалистам крупных компаний, занимающихся вопросами формирования программ имущественного страхования в корпоративной системе страховой защиты…»
Президент Российского научного общества анализа риска, кандидат политических наук М. И. Фалеев
Первый вице-президент Российского научного общества анализа риска, доктор технических наук, профессор, заслуженный деятель науки РФ В. А. Акимов
«…в целом проделанная автором работа заслуживает положительной оценки. Хочется надеяться, что автору удалось достичь поставленной цели, и данная монография будет полезна в практической работе страхователей и риск-менеджеров крупных компаний».
Директор Независимого актуарного информационно-аналитического центра, доктор физико-математических наук, профессор Баскаков В. Н.
Заместитель генерального директора Международной актуарной компании, член Гильдии актуариев, кандидат экономических наук Селиванова А. В.
«… Мы можем смело констатировать, что автору удалось достичь поставленной цели - наделить риск-менеджмент крупных компаний - как страхователей - современным количественным инструментарием по формированию обоснованных предложений по условиям страхования и, в рамках этих предложений, оптимизировать систему страховой защиты компании».
Генеральный директор консалтинговой группы «BC-RnD», кандидат экономических наук В. А. Табаков
«…Монография Быкова А.А. написана математиком, который доказал справедливость, достоверность полученных результатов. Работа выполнена и написана талантливо, крайне необходима для обеспечения эффективности и безопасности деятельности компаний и социально-экономической системы в целом. Она, безусловно, будет полезна и для системы образования».
Вице-президент Академии наук риска, ректор Института проблем риска, доктор технических наук, профессор В. Б. Живетин
«…Одновременно надеюсь увидеть серьезное развитие этого опыта в новых научно-технических публикациях, которые, несомненно, будут представлены для обсуждения и анализа на конференциях и заседаниях соответствующих комитетов Международного Газового Союза».
Руководитель исследовательской группы 1.1. «Инновации и финансирование» в 2009—2012 гг. Программного комитета А «Устойчивое развитие», Международный газовый союз, профессор, доктор биологических наук В. Н. Башкин
Быков А. А. Статистические методы прогнозирования риска чрезвычайных ситуаций / под ред. члена-корреспондента РАН Б. Н. Порфирьева. — М.: Анкил, 2014. — 156 с. Быков А. А. Цена риска как экономический регулятор уровня безопасности: актуарные модели оценки стоимости статистической жизни. / под ред. члена-корреспондента РАН Б. Н. Порфирьева. — М.: Анкил, 2014. — 280 с.

### Из интервью журналу «Огонек»
«С одной стороны, человеческая жизнь не может быть оценена конечной денежной суммой. С другой стороны – ее можно сопоставить с благами, которые имеют конечное денежное выражение. Ведь, например, люди, занимающиеся вредным или опасным производством, получают дополнительные блага – высокую зарплату, ранний выход на пенсию. Налицо противоречие. Но оно легко устраняется, если различить жизнь индивидуума и жизнь статистического человека. Если конкретному человеку грозит опасность, нельзя стоять с калькулятором в руке и подсчитывать затраты на спасение. Нет суммы, которая бы выражала ценность его жизни. Когда же речь идет о допустимом или приемлемом риске, можно рассчитать затраты на его снижение, а значит, и ценность среднестатистической жизни. Причем, всегда есть предел таких затрат, иначе они становятся нецелесообразными. Этот предел во многом зависит от уровня экономического развития страны.
Стоимость среднестатистической жизни бывает двух видов. Одна определяет величину компенсаций, которые выплачиваются родственникам погибших. Вторая — сумму, затрачиваемую на предотвращение опасных для человека ситуаций или смягчение их последствий (она называется оптимизационная стоимость). Цена повышения безопасности, как правило, в несколько раз больше компенсационной стоимости.
Согласно нашим расчетам по состоянию на 2012 год, стоимость среднестатистической жизни в России должна составлять 5 млн рублей, а размер компенсаций — укладываться в диапазон от 3,5 до 6,5 млн рублей для трудоспособного возраста. Оптимизационная стоимость в разных отраслях экономики — варьироваться от 30 до 130 млн рублей, с центральным значением — в 80 млн. Помимо повышения данных показателей необходимо также развивать страхование жизни. Россия в этом плане отстает не только от развитых стран, но и ряда стран с переходной экономикой. А развитие системы страхования позволило бы снизить нагрузку на госбюджет."
Быков А. А., Колесников А. В., Кондратьев-Фирсов В. М. Оценка последствий аварий при страховании опасных объектов. Монография / под ред. М. И. Фалеева /МЧС России. М.: ФКУ ЦСИ ГЗ МЧС России, 2013. — 396с., илл.
Монография содержит методические разработки авторов, которые послужили методической основой Правил профессиональной деятельности страховщиков «Порядок определения вреда, который может быть причинен в результате аварии на опасном объекте, максимально возможного количества потерпевших и уровня безопасности опасного объекта», подготовленных авторским коллективом при научном руководстве А. А. Быкова по заказу Национального союза страховщиков ответственности в развитие Федерального закона от 27.07.2010 № 225-ФЗ «Об обязательном страховании гражданской ответственности владельца опасного объекта за причинение вреда в результате аварии на опасном объекте».

Из предисловия Президента Национального союза страховщиков ответственности А. В. Юрьева: 
«Безусловно, предложенный методологический аппарат оценки последствий аварий при страховании ответственности владельцев опасных объектов будет ещё не раз совершенствоваться, однако, следует отметить, что разработанная авторами методическая база представляет собой прочный фундамент, на который можно опираться в дальнейшем развитии процедур оценки последствий аварий в интересах страхования. Можно смело рекомендовать данную монографию не только сотрудникам страховых компаний и персоналу опасных объектов, отвечающих за вопросы страхования, но и всем специалистам в области промышленной безопасности, защиты в чрезвычайных ситуациях, разработчикам деклараций безопасности, а также лицам, профессиональные интересы которых связаны с вопросами оценки риска аварий». 

## Значимые публикации прошлых лет
- Акимов В. А., Быков А. А., Щетинин Е. Ю. Введение в статистику экстремальных значений и её приложения./М.: ФГУ ВНИИ ГОЧС (ФЦ), 2009. — 524с.

«Мы уже неоднократно отмечали стремительный темп развития научных направлений, включающих исследование проблем безопасности во всех сферах жизнедеятельности, проблем оценки, анализа, прогнозирования и управления риском. Особое место здесь принадлежит проблематике, связанной с анализом и прогнозированием риска чрезвычайных ситуаций (ЧС) с крупными и катастрофическими последствиями.
Ряд крупных аварий и катастроф, произошедших в последнее десятилетие, привел к изменению отношения к проблеме риска крупных ЧС как природного, так и техногенного характера с большими значениями ущерба. Появились работы, указывающие на возможность существенно более высоких значений частоты (вероятности) наступления стихийных бедствий и техногенных катастроф, по сравнению с ранее прогнозируемыми значениями. Одновременно отчетливо обозначилась ограниченность традиционной методологии и методов оценки риска ЧС при их использовании для случая тяжелых аварий и катастрофических природных явлений.
Возникает задача поиска новых прикладных методов определения и прогнозирования риска крупных ЧС с использованием современных достижений асимптотической теории вероятностей экстремальных событий, которая за последние годы достигла существенного прогресса в теории, оставаясь при этом слабо адаптированной для практических приложений. Именно эту часть — переложение современных теоретических достижений для практических целей попытались представить авторы монографии „Введение в статистику экстремальных значений и её приложения“, написанной по результатам многолетних исследований авторов.»
Из редакционной статьи Быкова А. А. (Проблемы анализа риска, Том 8, 2011, № 3, сс.4-7)
- Современные технологии защиты и спасения / М.: Деловой экспресс. 2007. — 288 с.

- Стратегические риски  России: оценка и прогноз /  МЧС России; под общ. ред. Ю. Л. Воробьева; — М.: Деловой  экспресс, 2005. — 392 с.
- Наука и стратегия на службе   безопасности / М.: Деловой экспресс.   2005. — 384 с.
- Быков А. А., Соленова Л. Г., Земляная Г. М., Фурман В. Д. Методические рекомендации по  анализу и управлению риском воздействия на здоровье населения вредных     факторов окружающей среды. / М.: АНКИЛ, 1999. — 72с.
- Оценка риска для здоровья.  Опыт применения методологии оценки риска в России (Самарская область)/ М.:  КЦОР, 1999. — 209с.
- Подготовка кадров по   управлению охраной окружающей среды в бассейне реки Волги, ITL02  «Управление безопасностью в обрабатывающей промышленности» (электронное учебно-методическое пособие) / М.: COWI, 1999.
- Быков  А. А. Моделирование природоохранной деятельности (учебное  пособие) / М.: НУМЦ Госкомэкологии России, 1998. — 182с.
- Быков А. А., Мурзин  Н. В. Проблемы анализа безопасности человека, общества и природы / СПб.: Наука, 1997. —  247с.
- Теория риска. Сборник  программ учебных дисциплин/ М.: Изд-во Рос.экон. акад., 1997, С. 79-87.
- Актуарная  математика / Программа учебной дисциплины М.: Изд-во Рос.экон.акад., 1996,  10 с.
- Быков А. А., Ушмаева Т. М. Mетоды анализа влияния промышленных объектов на здоровье населения /  М.:Изд-во ВЗПИ, 1994. — 119с.

## Серия: Анализ риска и проблем безопасности
Значительным достижением Быкова А. А. как вице-президента Российского научного общества анализа риска и главного редактора журнала  «Проблемы анализа риска» стало составление, редактирование, подготовка к изданию и издание 4-х томного юбилейного сборника статей, подготовленного к 10-летию Российского научного общества анализа риска:  Российскому научному обществу анализа риска 10 лет: Юбилейный сборник статей в 4-х томах / ФГБУ ВНИИГОЧС (ФЦ) МЧС России / Под общ. ред. М. И. Фалеева и А. А. Быкова. — М.:Деловой экспресс, 2014.
- Ч.1. Основы анализа и  регулирования безопасности / М.: МГФ «Знание», 2006. — 640 с.
- Ч.2. Безопасность  гражданского и оборонного комплексов и управление рисками/ М.: МГФ  «Знание», 2006. — 752 с.
- Ч.3. Прикладные вопросы  анализа рисков критически важных объектов/ М.: МГФ «Знание», 2007. —     816 с.
- Ч.4. Научно-методическая  база анализа риска и безопасности/ М.: МГФ «Знание», 2007. — 864 с.

В 1-й том (404с.) вошли Декларации Российского научного общества анализа риска по предельно допустимым уровням риска и экономической оценке жизни среднестатистического человека, включая обосновывающие материалы. Остальные вошедшие в 1-й том фундаментальные статьи помимо общих и методологических вопросов раскрывают проблематику комплексной безопасности, глобальных и региональных рисков, глобальных изменений климата и климатического риска, а также анализируют уроки техногенных и природно-техногенных катастроф.
Во 2-й том (456с.) вошли методические материалы по оценке риска и определению количества пострадавших при чрезвычайных ситуациях, оценке риска для экосистем и эколого-экономических последствий, оценке и анализу пожарных рисков, статьи, посвященные анализу проблем и недостатков методического обеспечения оценки и анализа техногенного риска, количественной оценке неопределенностей и практическому опыту разработки паспортов безопасности.
В 3-й том (440с.) вошли материалы, раскрывающие особенности кризисного управления сложными системами, обсуждающие долгосрочные перспективы развития системы защиты от чрезвычайных ситуаций, содержащие методические вопросы оценки уязвимости, обеспечения защищенности и безопасности критически важных и потенциально опасных объектов, статьи по экологическим, радиационным, природным рискам, включая сейсмический и риск цунами, информационно-картографическому обеспечению анализа рисков и ГИС-технологиям управления рисками чрезвычайных ситуаций.
В 4-м томе (456с.) представлена проблематика управления рисками, в него вошли материалы по стандартам риск-менеджмента и нормативно-методическому обеспечению риск-менеджмента на предприятиях, представлен практический опыт управления рисками крупных компаний, теоретические статьи по оценке и управлению инновационным риском, портфельным моделям, политическим и финансово-экономическим рискам, по оценке риска при принятии решений, а также избранные теоретические статьи инновационного характера.
Кроме того, был издан отдельный 5-й том (608с.) на английском языке, в который включены избранные наиболее значимые материалы и статьи, опубликованные в разное время на английском языке в английской версии журнала «Проблемы анализа риска» («Issues of Risk Analysis»). В английский сборник включены Декларации Общества по предельно допустимым уровням риска и экономической оценке жизни среднестатистического человека, включая обосновывающие материалы, фундаментальные статьи методологического плана, статьи, раскрывающие проблематику комплексной безопасности, безопасности жизнедеятельности, глобальных и региональных рисков, рисков чрезвычайных ситуаций, анализирующие уроки техногенных и природно-техногенных катастроф, методические материалы по оценке техногенного риска, в том числе пожарного, по промышленной безопасности, зарубежному опыту анализа риска, статьи по рискам здоровью, экологическим, радиационным, природным рискам, методическому обеспечению оценки эколого-экономических последствий загрязнения, статьи, представляющие проблематику страхования и управления рисками, в том числе финансово-экономическими.
Вся многотомная серия Юбилейного сборника репринтных наиболее значимых публикаций журнала «Проблемы анализа риска» была востребована у специалистов в области оценки, анализа и управления рисками, а также представляет интерес для лиц, принимающих решения по управлению рисками, в том числе чрезвычайных ситуаций, для студентов и аспирантов, проходящих обучение и подготовку по специализациям, включающим вопросы оценки, анализа и управления рисками. По широте охвата проблем она может служить своего рода «энциклопедией проблем анализа и управления риском» и конкурировать с материалами, опубликованными в сериях коллективных монографий по безопасности.